# دائرة لحمر
دائرة لحمر إحدى دوائر ولاية بشار الجزائرية . عاصمتها هي لحمر وتضم بلديات : 
- لحمر
- بوكايس
- موغل